# 佐藤雄太
佐藤 雄太（さとう ゆうた）は日本の元子役。

## 主な出演

### テレビドラマ
- 超光戦士シャンゼリオン 第25話「怪盗クロアゲハ!」（1996年） - 被害者の少年 役
- ウルトラマンダイナ 第43話「あしなが隊長」（1997年） - 孤児院の不良少年 役
- 世にも奇妙な物語

### 映画
- ウルトラマンティガ・ウルトラマンダイナ&ウルトラマンガイア 超時空の大決戦（1999年） - 鹿島田浩 役

### ビデオ
- スイッチオン!〜ミニ四ファイター 超速プロジェクト

| スタブアイコン | サブスタブ | この項目は、まだ閲覧者の調べものの参照としては役立たない、俳優（男優・女優）に関連した書きかけの項目です。この項目を加筆・訂正などしてくださる協力者を求めています（P:映画/PJ芸能人）。 |